# Trump International Hotel and Tower (New York)
Das Trump International Hotel and Tower in New York, One Central Park West, ist ein Hochhaus, das sich in Manhattan am Columbus Circle befindet. Das Grundstück liegt an der Südwest-Ecke des Central Parks und wird von den Straßen Broadway im Westen, Central Park West im Osten und West 61st Street im Norden begrenzt.
Zwischen 1915 und 1966 stand hier das 2-stöckige American Circle Building von William Randolph Hearst. Danach entstand bis 1969 das 44-stöckige Gulf and Western Building. Der Auszug des Hauptmieters Paramount (bis 1989 Gulf and Western Industries) im Jahr 1995 war Anlass für die Entscheidung, wegen der direkten Nähe zum Central Park aus dem Büro- ein Wohngebäude zu entwickeln. Der Bau wurde bis auf das Stahlskelett entkernt und damit von Grund auf renoviert, da ein Neubau aufgrund des Bebauungsplans kleiner hätte ausfallen müssen. Wegen der niedrigeren Decken in Wohngebäuden konnte die Anzahl der Stockwerke, bei einer gleich bleibenden Gesamthöhe von 178 Metern, auf 52 erhöht werden. Architekten waren Philip Johnson und Costas Kondylis. Die Eröffnung fand am 15. Januar 1997 statt.
Das Fünf-Sterne-Hotel verfügt über 176 Zimmer bzw. Suiten. Die Preise für eine Übernachtung beginnen bei 485 US-Dollar (Stand November 2016). Der Hotel-Bereich befindet sich zwischen dem 3. und dem 17. Stockwerk, darüber liegen die Eigentumswohnungen. Im September 2010 wurde eine Renovierung des Hotels abgeschlossen. Verantwortlich für das Design war Donald Trumps Tochter Ivanka. Die Kosten beliefen sich auf 30 Millionen US-Dollar. Das Hotel gehörte zeitweise zur Vereinigung Leading Hotels of the World und befindet sich im Eigentum der Trump Organization.
Der Tower war der Drehort des Films Tower Heist (Aushilfsgangster).

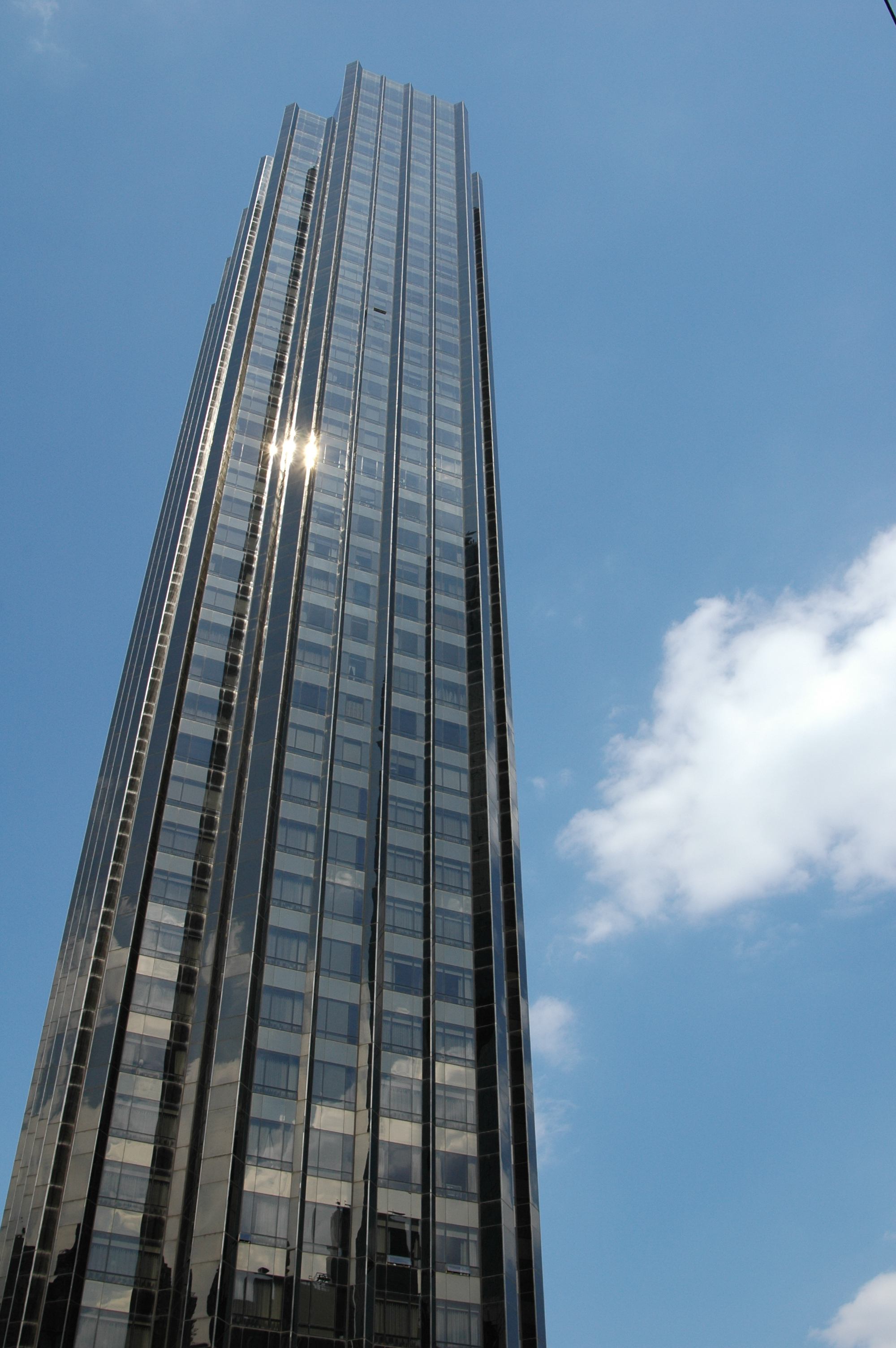
Trump International Hotel and Tower